# Bert Hoppe
Bert Hoppe (* 1970 in Gevelsberg) ist ein deutscher Historiker, Journalist und Verlagslektor.

## Leben und Wirken
Hoppe studierte von 1992 bis 1999 Geschichtswissenschaften, Volkswirtschaftslehre und Kunstgeschichte an der Technischen Universität Berlin, Humboldt-Universität zu Berlin (HU Berlin) und Europa-Universität Viadrina in Frankfurt/Oder. Von 1999 bis 2004 war er Wissenschaftlicher Mitarbeiter an der HU Berlin und am Lehrstuhl Heinrich A. Winklers. Im Rahmen eines Projekts der Gemeinsamen Kommission für die Erforschung der jüngeren Geschichte der deutsch-russischen Beziehungen wurde er 2004 promoviert. Seine Doktorarbeit wurde 2007 unter dem Titel In Stalins Gefolgschaft. Moskau und die KPD 1928–1933 veröffentlicht.
Seit 2004 arbeitet Hoppe als freier Wissenschaftler und Autor, unter anderem für die Berliner Zeitung, den Deutschlandfunk und die Süddeutsche Zeitung. Hoppe ist Mitarbeiter des Editionsprojekts Die Verfolgung und Ermordung der europäischen Juden durch das nationalsozialistische Deutschland 1933–1945. Von Anfang 2012 bis 2014 war er Sachbuchlektor beim Rowohlt Verlag in Berlin.

## Schriften
- Auf den Trümmern von Königsberg. Kaliningrad 1946–1970 (= Schriftenreihe der Vierteljahrshefte für Zeitgeschichte, Bd. 80). Oldenbourg, München 2000, ISBN 3-486-64580-3.
- In Stalins Gefolgschaft. Moskau und die KPD 1928–1933 (= Studien zur Zeitgeschichte. Bd. 74). Oldenbourg, München 2007, ISBN 978-3-486-58255-0 (Zugl.: Berlin, Humboldt-Univ., Diss., 2004) (Volltext digital verfügbar).
- (Bearbeiter mit Hildrun Glass) Die Verfolgung und Ermordung der europäischen Juden durch das nationalsozialistische Deutschland 1933–1945. Bd. 7. Sowjetunion mit annektierten Gebieten. – 1. Besetzte sowjetische Gebiete unter deutscher Militärverwaltung, Baltikum und Transnistrien. Bearbeitet von Bert Hoppe und Hildrun Glass. Oldenbourg, München 2007, ISBN 978-3-486-58911-5.
- Geschichte Russlands. Theiss, Stuttgart 2009. ISBN 978-3-8062-2175-6.